# Plätzmühle

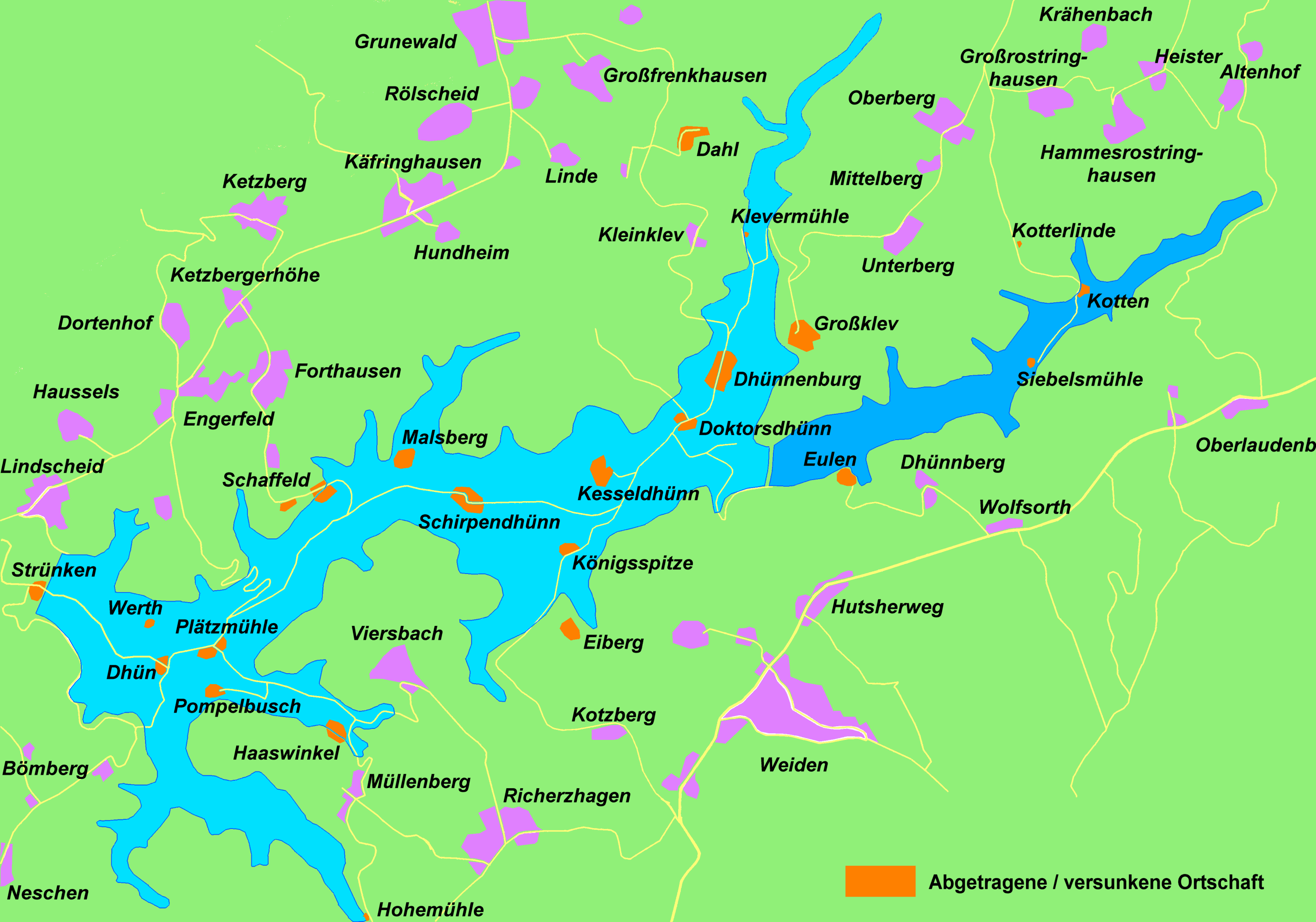
Karte der Großen Dhünntalsperre mit Lage von Plätzmühle

Plätzmühle war ein Ortsteil von Kürten, der in der zwischen 1975 und 1985 erbauten und 1988 eröffneten Großen Dhünntalsperre versunken ist.

## Geschichte
Aus der Charte des Herzogthums Berg 1789 von Carl Friedrich von Wiebeking geht hervor, dass Plätzmühle zu dieser Zeit Teil der Honschaft Bechen im gleichnamigen Kirchspiel im Landgericht Kürten war. Er benennt den Ort als Pletzmühle.
Unter der französischen Verwaltung zwischen 1806 und 1813 wurde das Amt Steinbach aufgelöst und Plätzmühle wurde politisch der Mairie Kürten im Kanton Wipperfürth  im Arrondissement Elberfeld zugeordnet. 1816 wandelten die Preußen die Mairie zur Bürgermeisterei Kürten im Kreis Wipperfürth.
Plätzmühle gehörte zu dieser Zeit zur Gemeinde Bechen.
Der Ort ist auf der Topographischen Aufnahme der Rheinlande von 1824 als Pletzmühle verzeichnet.
Ab der Preußischen Neuaufnahme von 1892 ist er auf Messtischblättern regelmäßig als Plätz-Mühle verzeichnet.
Der 1845 laut der Uebersicht des Regierungs-Bezirks Cöln als Hof und Fruchtmühle kategorisierte Ort besaß zu dieser Zeit zwei Wohnhäuser. Zu dieser Zeit lebten 13 Einwohner im Ort, davon sieben katholischen und sechs evangelischen Bekenntnisses.
Die Gemeinde- und Gutbezirksstatistik der Rheinprovinz führt Plätzmühle 1871 mit zwei Wohnhäusern und 13 Einwohnern auf.
Im Gemeindelexikon für die Provinz Rheinland von 1888 werden zwei Wohnhäuser mit 14 Einwohnern angegeben.
1895 hatte der Ort zwei Wohnhäuser und 14 Einwohner.
1905 besaß der Ort zwei Wohnhäuser und zwölf Einwohner und gehörte konfessionell zum katholischen Kirchspiel Bechen und zum evangelischen Kirchspiel Dabringhausen.
1927 wurden die Bürgermeisterei Kürten in das Amt Kürten überführt. In der Weimarer Republik wurden 1929 die Ämter Kürten mit den Gemeinden Kürten und Bechen und Olpe mit den Gemeinden Olpe und Wipperfeld zum Amt Kürten zusammengelegt. Der Kreis Wipperfürth ging am 1. Oktober 1932 in den Rheinisch-Bergischen Kreis mit Sitz in Bergisch Gladbach auf.
1975 entstand aufgrund des Köln-Gesetzes die heutige Gemeinde Kürten, zu der neben den Ämtern Kürten, Bechen und Olpe ein Teilgebiet der Stadt Bensberg mit Dürscheid und den umliegenden Gebieten kam.